# جمعي فاميلي
جمعي فاميلي هو مسلسل تلفزيوني جزائري كوميدي عرض في رمضان سنة 2008 إنتاج أس دي بوكس، إخراج جعفر قاسم، بطولة صالح أوقروت.

## الممثلون
- صالح أوقروت في دور «جمعي»
- سميرة صحراوي في دور «مريم»
- بشرى عقبي في دور «سارة»
- محمد بوشايب في دور «رزقي | أرسطو»
- دوجة عبدون في دور «خوخة»
- عثمان بن داود في دور «بيدرو | بدر الدين»
- وسام بوعلام في دور «وسام»
- عزالدين بوشايب في دور «سامي»
- كوثر الباردي في دور «سكينة»
- بلاحة بن زيان في دور «قادة»

### ضيوف الحلقات
- تير الهادي في دور «سبتي»
- حكيم زلوم في دور «معمر»
- أمين دهام في دور «الزوبير»
- نبيل عسلي في دور «سحنون أفلاتون»
- العمري كعوان في دور «الضاوي»
- سيد أحمد اقومي في دور «المفتش»
- فاطمة حليلو في دور «الحاجة مباركة»
- مدني مسلم في دور «حاج لزهر»
- حميد عاشوري في دور «الطاهر»
- بالهواري فاطمة في دور «هوارية»، زوجة قادة.
- عبد المجيد بن بلال في دور «باراكودة كلانديستان»
- سفيان داني في دور «سعيد»
- نسيمة شمس في دور «فضيلة»
- مليكة بلباي في دور «عدراء»، قريبة جمعي.
- بوعلام بناني في دور «عمر قتلاتو».[2]